# Iwan Dmitrijewitsch Woronow
Iwan Dmitrijewitsch Woronow (russisch Иван Дмитриевич Воронов; * 6.jul. / 19. Januar 1915greg. in Nowy Milet, Gouvernement Moskau, Russisches Kaiserreich; † 6. August 2004 in Moskau) war ein sowjetischer bzw. russischer Theater- und Film-Schauspieler.

## Leben und Leistungen
Iwan Woronow wurde in dem Dorf Nowy Milet als Sohn einer Bauernfamilie geboren. Er hatte drei Schwestern und zwei Brüder. Jefim, der älteste, war später als Anwalt für Strafverfahren tätig, Dmitri wurde Chemiker.
Iwan besuchte ab dem Alter von 16 Jahren eine Fabrikschule und ließ sich zum Elektriker und Dreher ausbilden. Während dieser Zeit trat er auch in Amateuraufführungen in Erscheinung und entschied sich auf Anraten eines Lehrers für die Schauspiellaufbahn. 1935 begann Woronow als Amateur am Theater von Wsewolod Meyerhold zu spielen und absolvierte dort bis 1938 auch sein Studium. Anschließend trat er bis 1941 beim Moskauer Jugendtheater und von 1942 bis 1944 als Frontunterhalter unter der Leitung der Gesamtrussischen Theatergesellschaft auf. In dieser Funktion spielte er u. a. in Murmansk und im befreiten Bulgarien. Während einer Aufführung von Isidor Wladimirowitsch Schtoks Осада Лейдена (Osada Leidena) in Murmansk setzt Woronow seinen Part trotz eines Fliegeralarms fort. 1944 wechselte der dunkelhaarige Mime an das Zentrale Kindertheater (ZDT), wo er sich einen exzellenten Ruf erarbeitete und bis an sein Lebensende beschäftigt war. Zu seinen ersten Stücken zählten Город мастеров (Gorod masterow, 1944) von Tamara Grigorjewna Gabb, Armut ist kein Laster von Alexander Ostrowski (1945), Я хочу домой (Ja chotschu domy, 1945) von Sergei Michalkow und Dubrowskij nach Alexander Puschkins gleichnamigem Roman.
In den 1950er Jahren war er u. a. in den Dramen Володя Дубинин (Wolodja Dubinin, 1951) von Lew Kassil und Max Leonidowitsch Poljanowski und Puschkins Boris Godunow sowie auch in Adaptionen von Die toten Seelen (1957) und Die Abenteuer des Tom Sawyer (1958) zu sehen. Es folgten Aufführungen bekannter Kindergeschichten wie Король Матиуш (Korol Matiusch, 1965) nach Janusz Korczak, Peter Pan und in den 1970er Jahren Stücke wie Итальянская трагедия (Italjanskaja tragedija, 1971) von Alexander Petrowitsch Schtein, Цицамури (Zizamuri, 1972) von Georgi Dawidowitsch Nachuzrischwili, Maxim Gorkis Feinde und Вечера на хуторе близ Диканьки (Wetschera na chutore blis Dikanki) nach Nikolai Gogols Abende auf dem Weiler bei Dikanka (beide 1975).
Ab den 1980er Jahren ging Woronow zu einer an Meyerholds Schule angelehnten Spielweise über. In diese Schaffenszeit fallen Inszenierungen von Поздний ребёнок (Posdni rebjonok, 1982) nach Anatoli Alexin, Алёша (Aljoscha, 1985) von Walentin Jeschow, Жизнь впереди (Schisn wperedi, 1993)  nach Romain Garys Roman Du hast das Leben noch vor dir, Капитанская дочка (Kapitanskaja dotschka, 1994) auf Grundlage von Alexander Puschkins Die Hauptmannstochter, Маленький лорд Фаунтлерой (Malenki Lord Fauntleroi, 1996) nach Frances Hodgson Burnetts Der kleine Lord und Марсианские хроники (Marsianskije chroniki, 1999) nach Ray Bradburys Die Mars-Chroniken. Im Laufe der Jahre absolvierte er mit dem ZDT auch Auslandstourneen, u. a. in Spanien.
Sein Filmdebüt gab Woronow 1941 in einer kleinen Nebenrolle in Grigori Roschals Das Werk der Artamanows, war aber erst ab  Gefährliche Pfade (1955) regelmäßig auf der Leinwand zu sehen. Neben Spielfilmen trat der beliebte Darsteller auch in diversen Bühnenaufzeichnungen in Erscheinung, von denen er mit Пушкинские сказки (Puschkinskije skaski, 1973) auch eine selbst inszenierte. In der Adaption eines Kunstmärchens von Alexander Puschkin spielte er zugleich den Zaren. Seine einzige Hauptrolle in einer Kinoproduktion gab Woronow 1964 in Понедельник – день тяжёлый (Ponedelnik – den tjaschjoly). 1984 spielte er Gerhard Friedrich Müller in dem Neunteiler Михайл Ломоносов (Michail Lomonossow). Sein Schaffen vor der Kamera endete mit zwei Folgen der Fernsehreihe Фитиль (Fitil, 1987/89).
Neben seinem schauspielerischen Wirken publizierte Woronow in der Zeitschrift Театральная жизнь (Teatralnaja schisn) und gehörte deren Redaktionsausschuss an. Des Weiteren war er Mitglied des Exekutivkomitees der Weltorganisation der Kinder- und Jugendtheater.
Woronow erlitt im fortgeschrittenen Alter einen Schlaganfall und musste sich infolgedessen einer Operation unterziehen. Nach der zwangsweisen Pause ging er trotz starker gesundheitlicher Beschwerden wieder auf die Bühne.
Iwan Woronow starb 89-jährig und wurde auf dem Wagankowoer Friedhof beigesetzt.

## Persönlichkeit und Privates
Woronw erfreute sich großer Beliebtheit aufgrund seiner Offenheit gegenüber den Zuschauern, zu denen er stets Kontakt suchte. Zu diesem Zweck nahm er auch an Publikumskonferenzen teil. Zu Regisseuren, die ihm zusagten, entwickelte er ebenfalls schnell ein freundschaftliches Verhältnis, z. B. zu Anatoli Wassiljewitsch Efros (1925–1987), der mit ihm und Lew Durow das Stück Boris Godunow inszenierte. Zu Woronows engsten Vertrauten in Schauspielerkreisen zählte Matwei Semjonowitsch Neiman (1900–1978), mit dem er auch zeitweise zusammen wohnte.
Woronow hatte zwei Söhne, Julius und Nikita. Julius Woronow arbeitete in der Verwaltung des Theaters von Natalija Saz, hegte aber kein persönliches Interesse für das Schauspiel. Nikita wurde hingegen später Bühnenautor, sein erstes Stück, in dem sein Vater auftrat, war Следствие (Sledstwije, 1978) unter der Regie von Sergei Wiktorowitsch Rosow, dem Sohn Wiktor Rosows. Nikita Woronow adaptierte auch Der kleine Lord mit seinem Vater in der Rolle des Earl of Dorincourt.

## Ehrungen
Woronow war Träger folgender Titel und Auszeichnungen:
- Stalinpreis II. Klasse für Город мастеров (Gorod masterow, 1946)
- Stalinpreis III. Klasse für Я хочу домой (Ja chotschu domy, 1950)
- Verdienter Künstler der RSFSR (1952)
- Volkskünstler der RSFSR (1962)
- Ehrenzeichen der Sowjetunion (1967)
- Staatspreis der RSFSR für seinen Auftritt in einer Adaption von Die Elenden (1985)
- Orden der Völkerfreundschaft[3]
- Verdienstorden für das Vaterland II. Klasse (1997)[5]
- Verdienstorden für das Vaterland I. Klasse (2002)[6]
- Theaterpreis der Stadt Moskau (2002)[3]

## Theaterarbeit (Auswahl)
- Der Revisor – von Nikolai Gogol
- Verstand schafft Leiden – von Alexander Gribojedow
- Die toten Seelen – nach Nikolai Gogols Roman
- Город мастеров (Gorod masterow) – von Tamara Grigorjewna Gabbe
- Armut ist kein Laster – von Alexander Ostrowski
- Erst kein Groschen und nun ein Taler – von Alexander Ostrowski
- Два капитана (Dwa kapitana) – von Nikolai Wladimirowitsch Antonowitsch
- Я хочу домой (Ja chotschu domy) – von Sergei Michalkow
- Ungleicher Kampf – von Wiktor Rosow
- Feinde – von Maxim Gorki
- Das Märchen von der verlorenen Zeit – nach Jewgeni Schwarz’ Erzählung
- Dubrowskij – nach Alexander Puschkins Roman
- Повесть о зелёном сундучке (Powest o sljonom sundutschke) – von Iwan Dmitrijewitsch Wasilenko
- Володя Дубинин (Wolodja Dubinin) – von Lew Kassil und Max Leonidowitsch Poljanowski
- Der Dudelsackspieler von Strakonitz – von Josef Kajetán Tyl
- Der Bürger als Edelmann – von Molière
- Приключения Чипполино (Prikljutschenija Tschippolino) – nach Gianni Rodaris Zwiebelchen
- Das Schicksal des Trommlers – nach Arkadi Gaidars Roman
- Boris Godunow – von Alexander Puschkin
- Tom Sawyer – nach Mark Twains Die Abenteuer des Tom Sawyer
- Die Heirat – von Nikolai Gogol
- Vor dem Abendessen – von Wiktor Rosow
- Der Landjunker – von Denis Fonwisin
- Король Матиуш (Korol Matiusch) – nach Janusz Korczak
- Klassentreffen – von Wiktor Rosow
- Peter Pan – nach J. M. Barrie
- Итальянская трагедия (Italjanskaja tragedija) – von Alexander Petrowitsch Schtein
- Die junge Garde – nach Alexander Fadejews Roman
- Die Elenden – nach Victor Hugos Roman
- Маленький лорд Фаунтлерой (Malenki Lord Fauntleroi) – nach Frances Hodgson Burnetts Der kleine Lord
- Поздний ребёнок (Posdni rebjonok) – nach Anatoli Alexin
- Алёша (Aljoscha) – von Walentin Jeschow
- Жизнь впереди (Schisn bperedi) – nach Romain Garys Du hast das Leben noch vor dir
- Капитанская дочка (Kapitanskaja dotschka) – nach Alexander Puschkins Die Hauptmannstochter
- Марсианские хроники (Marsianskije chroniki) – nach Ray Bradburys Die Mars-Chroniken
- Вечера на хуторе близ Диканьки (Wetschera na chutore blis Dikanki) – nach Nikolai Gogols Abende auf dem Weiler bei Dikanka
- Цицамури (Zizamuri) – von Georgi Dawidowitsch Nachuzrischwili

## Filmografie (Auswahl)
- 1941: Das Werk der Artamanows (Delo Artamonowych)
- 1955: Gefährliche Pfade (Opasnyje tropy)
- 1956: Unternehmen Planquadrat 45 (W kwadrate 45)
- 1957: Ein ungewöhnlicher Sommer (Neobyknowennoje leto)
- 1957: Frühe Freuden (Perwyje radosti)
- 1958: Erzählungen über Lenin (Rasskasy o Lenine)
- 1959: Das gestohlene Glück (Sampo)
- 1979: Einbruch am Mittag (Wersija polkownika Sorina)
- 1980: Flug durchs Feuer (Ekipasch)